# 定安国
定安国（927年—991年）是10世纪时由渤海国遗民于现今中国东北地区吉林省磐石市附近的一个古代国家。其王有烈万华、乌元明等人。

## 历史

定安国疆域图

### 背景
926年，渤海國为契丹國所灭，渤海王大諲譔被俘虏。926年，契丹国滅渤海国。契丹在渤海領地設置東丹国，皇長子耶律突欲（耶律倍）被任命为国王。契丹太祖耶律阿保機在凯旋途中病逝。東丹王耶律倍送太祖阿保機灵柩回国。耶律倍在藩属国作王而使得在朝中的地位有所动摇，弟耶律德光成了契丹国皇帝。
天显三年（928年）十二月，耶律德光升东丹的东平郡为契丹国南京（今辽宁辽阳北），强行自天福城（上京龙泉府）徙东丹人民充实东平郡，天福城遂衰落。
天显五年（930年），東丹王耶律倍在争夺契丹国帝位的政治斗争中失敗，耶律倍因受德光猜忌，逃奔后唐，东丹国名存实亡。一部分渤海人迁居高麗。

### 建立
927年，定安国建立并成为渤海國遗民抗遼的中心。其统治中心是原渤海西京鸭渌府（今吉林省临江市一带），属地包括今日集安等地。954年，渤海酋豪崔烏斯三十人，投奔後周。981年，定安国王乌玄明利用女真使者訪宋之際向宋太宗獻表：
|                      | 定安國王臣烏玄明言：伏遇聖主洽天地之恩，撫夷貊之俗，臣玄明誠喜誠抃，頓首頓首。臣本以高麗舊壤，渤海遺黎，保據方隅，涉曆星紀，仰覆露鴻鈞之德，被浸漬無外之澤，各得其所，以遂本性。而頃歲契丹恃其強暴，入寇境土，攻破城砦，俘略人民。臣祖考守節不降，與衆避地，僅存生聚，以迄於今。而又扶餘府昨背契丹，並歸本國，災禍將至，無大於此。所宜受天朝之密畫，率勝兵而助討，必欲報敵，不敢違命。臣玄明誠懇誠願，頓首頓首。」其末題雲：「元興六年十月日，定安國王臣玄明表上聖皇帝前。 |
| ——宋史，卷四百九十一 | |

　　宋太宗答以詔書：
|                      | 敕定安國王烏玄明。女真使至，得所上表，以朕嘗賜手詔諭旨，且陳感激。卿遠國豪帥，名王茂緒，奄有馬韓之地，介於鯨海之表，強敵吞併，失其故土，沉冤未報，積憤奚伸。矧彼獯戎，尚搖蠆毒，出師以薄伐，乘夫天災之流行，敗衄相尋，滅亡可待。今國家已于邊郡廣屯重兵，只俟嚴冬，即申天討。卿若能追念累世之恥，宿戒舉國之師，當予伐罪之秋，展爾復仇之志，朔漠底定，爵賞有加，宜思永圖，無失良便。而況渤海願歸於朝化，扶余已背於賊庭，勵乃宿心，糾其協力，克期同舉，必集大勳。尚阻重溟，未遑遣使，倚注之切，鑒寐寧忘。 |
| ——宋史，卷四百九十一 | |

### 灭亡
989年，定安国王之子利用女真使者訪宋之際向宋太宗獻馬、雕羽鳴鏑。991年，定安国王之第五子大元利用女真使者訪宋之際，最後一次向宋太宗上表。991年，定安国被辽灭亡。

## 其他学说
日本学者日野開三郎在其著述《定安国考》中提出，928年－976年？的渤海国称为“后渤海”，979年-1018年存在的渤海国为“再興渤海”。
日本学者和田清猜测：渤海国灭亡后，其反抗運動开始兴盛，在王弟大某（渤海王大諲譔之弟、名不詳）的领导下，以上京龙泉府北方作为根据地。大光显（渤海王大諲譔世子）在原渤海国西南部潜伏。
东丹国南迁後，王弟大某乘机占领忽汗城（龍泉府），大光显也在西京鴨綠府即位，後渤海建立。又收复了南京南海府（今朝鲜咸鏡道）。934年，王弟大某，联合南海府烈氏追击大光显。大光显率部民数万越过了鸭绿江，逃亡高麗。936年，烈氏一族的烈万华从南海府迁居鴨綠府。938年，烈万華建立定安国。
日野開三郎推测：後渤海的渤海王族大元于979年即位。989年，定安国王子大元通过女真使者向宋朝上表、献馬。不久，定安国第三代国王大元于989年即位，定安国与原後渤海联合，改名「渤海国」。991年，再興渤海国王大元向宋朝朝貢，宋史称定安国王子大元通过女真使者向宋朝上表。1003年，契丹遼国攻撃，定安国滅亡。1018年，契丹遼国攻撃，再興渤海滅亡。1029年，渤海遺民大延琳在東京遼陽府建立興遼国。
但是由于史料较少，而日野開三郎的猜测成分太大，所以不被学术界认可。

## 延伸阅读
[在维基数据编辑]
 《欽定古今圖書集成·方輿彙編·邊裔典·定安部》，出自陈梦雷《古今圖書集成》
 《宋史·卷491》，出自脱脱《宋史》